# Stanley Umude
Stanley Umude, né le 12 avril 1999 à Portland dans l'Oregon, est un joueur américain de basket-ball évoluant aux postes d'arrière et ailier. Il mesure 1,96 m.

## Biographie
En février 2023, il signe un contrat de 10 jours en faveur des Pistons de Détroit. Umude joue une rencontre avec les Pistons avant de repartir jouer avec le Cruise de Motor City.
En octobre 2023, il signe un contrat two-way avec les Pistons de Détroit. Fin février 2024, son contrat two-way est converti en un contrat standard.

## Statistiques

### Universitaires
Les statistiques de Stanley Umude en matchs universitaires sont les suivantes :
| Saison    | Équipe        | Matchs | Titul. | Min./m | % Tir | % 3pts | % LF | Rbds/m. | Pass/m. | Int/m. | Ctr/m. | Pts/m. |
| --------- | ------------- | ------ | ------ | ------ | ----- | ------ | ---- | ------- | ------- | ------ | ------ | ------ |
| 2017-2018 | Dakota du Sud | 14     | 0      | 3.4    | .286  | .000   | .700 | .5      | .1      | .1     | .1     | 1.1    |
| 2018-2019 | Dakota du Sud | 30     | 18     | 26.6   | .491  | .351   | .701 | 5.5     | 1.4     | .7     | 1.2    | 14.4   |
| 2019-2020 | Dakota du Sud | 32     | 32     | 30.5   | .459  | .333   | .745 | 6.3     | 2.1     | .7     | 1.3    | 16.7   |
| 2020-2021 | Dakota du Sud | 25     | 25     | 32.3   | .471  | .355   | .799 | 7.0     | 3.0     | .4     | .4     | 21.5   |
| 2021-2022 | Arkansas      | 37     | 25     | 27.8   | .460  | .371   | .724 | 4.6     | 1.1     | 1.0    | .8     | 11.9   |
| Total     | Total         | 138    | 100    | 26.5   | .468  | .352   | .744 | 5.2     | 1.6     | .7     | .9     | 14.2   |

### Professionnelles

#### Saison régulière
| Saison    | Équipe   | Matchs | Titul. | Min./m | % Tir | % 3pts | % LF  | Rbds/m. | Pass/m. | Int/m. | Ctr/m. | Pts/m. |
| --------- | -------- | ------ | ------ | ------ | ----- | ------ | ----- | ------- | ------- | ------ | ------ | ------ |
| 2022-2023 | Détroit  | 1      | 0      | 2,0    | 0,0   | 0,0    | 100,0 | 0,0     | 0,0     | 1,0    | 1,0    | 2,0    |
| Carrière  | Carrière | 1      | 0      | 2,0    | 0,0   | 0,0    | 100,0 | 0,0     | 0,0     | 1,0    | 1,0    | 2,0    |

## Records sur une rencontre en NBA
Les records personnels de Stanley Umude en NBA sont les suivants, :
| Type de statistique        | Saison régulière | Saison régulière         | Saison régulière |
| Type de statistique        | Record           | Adversaire               | Date             |
| -------------------------- | ---------------- | ------------------------ | ---------------- |
| Points                     | 19               | @ Raptors de Toronto     | 18 novembre 2023 |
| Paniers marqués            | 5                | 2 fois                   | 2 fois           |
| Paniers tentés             | 8                | 2 fois                   | 2 fois           |
| Paniers à 3 points réussis | 4                | Warriors de Golden State | 6 novembre 2023  |
| Paniers à 3 points tentés  | 8                | Warriors de Golden State | 6 novembre 2023  |
| Lancers francs réussis     | 7                | 2 fois                   | 2 fois           |
| Lancers francs tentés      | 8                | 2 fois                   | 2 fois           |
| Rebonds offensifs          | 1                | @ Cavaliers de Cleveland | 17 novembre 2023 |
| Rebonds défensifs          | 5                | @ Cavaliers de Cleveland | 17 novembre 2023 |
| Rebonds totaux             | 6                | @ Cavaliers de Cleveland | 17 novembre 2023 |
| Passes décisives           | 3                | @ Raptors de Toronto     | 18 novembre 2023 |
| Interceptions              | 1                | 3 fois                   | 3 fois           |
| Contres                    | 1                | 4 fois                   | 4 fois           |
| Balles perdues             | 2                | @ Bucks de Milwaukee     | 8 novembre 2023  |
| Minutes jouées             | 25               | @ Raptors de Toronto     | 18 novembre 2023 |

- Double-double : 0
- Triple-double : 0

Dernière mise à jour : 21 novembre 2023